# Сергій Юрченко
Сергій Юрченко — український співак, композитор, актор дубляжу, Заслужений артист України, соліст ансамблю пісні й танцю Збройних сил України, доцент кафедри академічного та естрадного вокалу інституту мистецтв університету імені Б. Грінченка.

## Біографія
Народився 24 жовтня 1967 року в селі Росоша Вінницької області. Одружений. Має трьох синів. Проживає у Києві, Україна. Працював у проекті «Голос країни». Навчався у Донецькій консерваторії.
Співпрацює із студією дубляжу «Le Doyen».
Сергій Юрченко та заслужена артистка України Наталка Карпа виконали пісню «Наша гривня» (муз. і слова Михайла Гойхмана).

## Український дубляж
Сергій Юрченко брав участь у дубляжі багатьох кінострічок, таких як:
- «Аладдін» (мультфільм, 1992) (озвучував Торгівця)
- «Історія іграшок»
- «Історія іграшок 2»
- «Я твій навіки друг» (реприза) (а також Дмитро Гарбуз)
- «Ранчо Вуді» (а також Дмитро Гарбуз)
- «Принцеса і Жаба»
- «У місті мрій»
- «До мамці ми ідем» (а також Павло Москаленко)
- «Кохана Еванжелін»
- «Літачки»
- «Літачок „Любов“» (а також Михайло Кукуюк і Тетяна Піроженко)
- «Фінеас і Ферб»
- «Софія Прекрасна» (озвучував Максвела)
- «Вінні Пух (фільм)»
- «Все на світі з меду» (а також Дмитро Завадський, Валентина Лонська)
- «Білосніжка і семеро гномів» (озвучував Принца)
- «Коко»
- «Бажання (мультфільм)»